# 007: Partea lui de consolare
Quantum of Solace (007: Partea lui de consolare) este cel de-al 22-lea film despre James Bond, produs în 2008 de Eon Productions, și este un sequel direct la filmul din 2006 Casino Royale. Filmul e regizat de Marc Forster, și îl are ca protagonist pe Daniel Craig, care se află la a doua interpretare a lui James Bond. În film, Bond urmărește răzbunarea pentru moartea iubitei sale, Vesper Lynd (Eva Green), și este sprijinit de Camille Montes (Olga Kurylenko), care caută răzbunare pentru uciderea familiei sale. Urmele conduc în cele din urmă la un om de afaceri bogat, Dominic Greene (Mathieu Amalric), membru al organizației „Quantum”, care intenționează să organizeze o lovitură de stat în Bolivia pentru a prelua controlul de alimentare cu apă țării.

## Prezentare
Împreună cu M, James Bond îl interoghează pe dl White în legătură cu organizația sa, Quantum. Bodyguardul lui M, Mitchell, care era un agent dublu, o atacă pe M, dând-ui lui White posibilitatea de a scăpa. Bond urmărește organizația în Haiti și descoperă o legătură cu ecologistul Dominic Greene. Bond alfă despre un complot între Greene și un general bolivian exilat, Medrano, pentru a-l pune pe Medrano la putere în Bolivia, în timp ce Quantum primește un monopol în asigurarea cu apă a întregii țări. James Bond constată că Quantum]forțează prețul alimentării cu apă a Boliviei. Atacă hotelul în care Greene și Medrano își finalizează planurile, lăsându-l pe Greene blocat în deșert, doar cu un vas de ulei de motor pentru a-i ține de sete. Bond îl descoperă apoi pe fostul iubit al lui Vesper Lynd, membru Quantum, Yusef Kabira.

## Distribuție
- Daniel Craig: James Bond 007
- Olga Kurylenko: Camille Montes
- Mathieu Amalric: Dominic Greene
- Gemma Arterton: Strawberry Fields
- Anatole Taubman: Elvis
- Joaquin Cosio: le Général Medrano
- Jesus Ochoa: locotenentul Orso
- Giancarlo Giannini: René Mathis
- Judi Dench: M
- Jesper Christensen: Mr. White
- Jeffrey Wright: Felix Leiter
- Rory Kinnear: Bill Tanner
- Neil Jackson: Mr. Slate

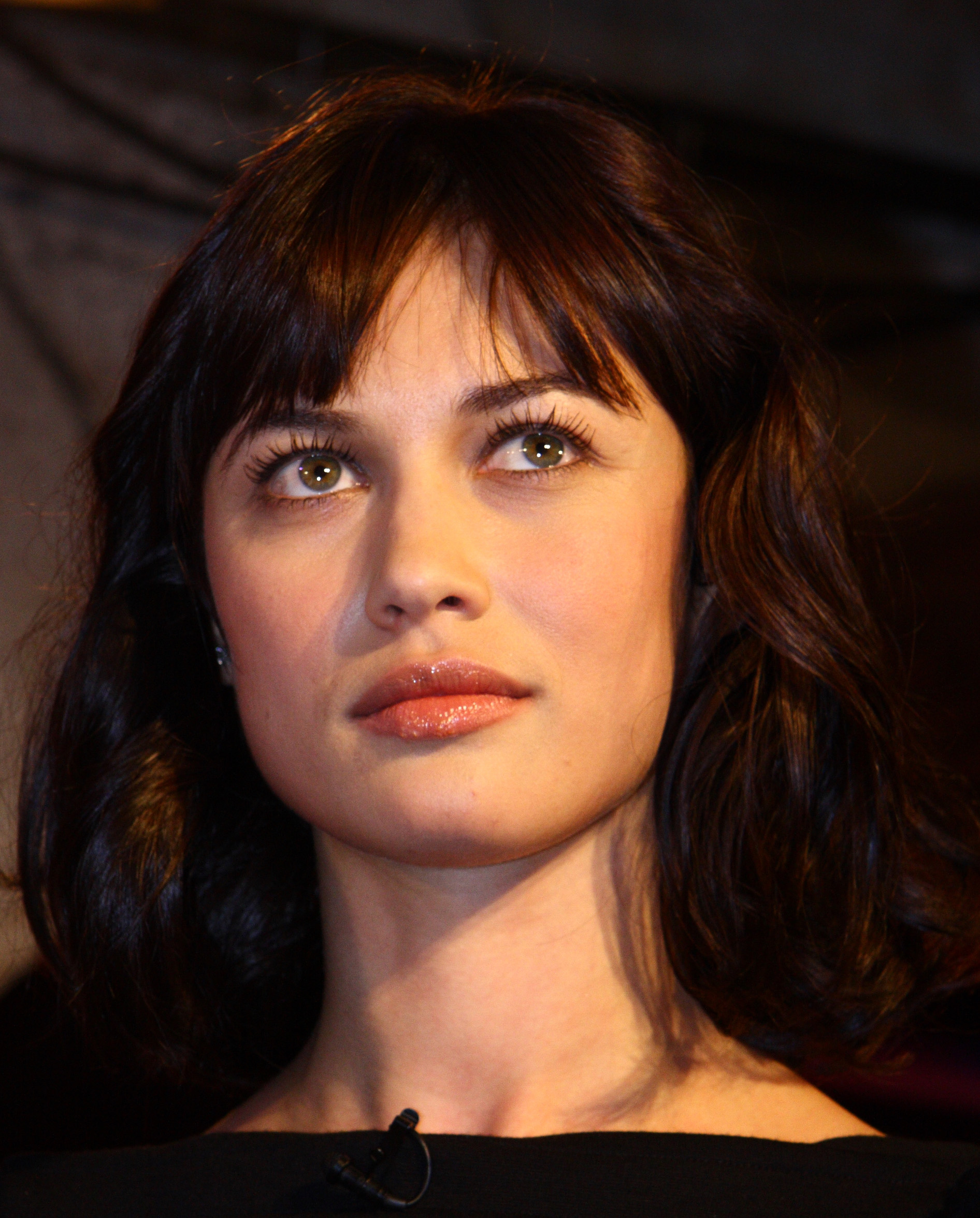
Olga Kurylenko

- Fernando Guillén Cuervo: șeful poliției boliviene
- David Harbour: Gregg Beam
- Tim Pigott-Smith: ministrul afacerilșor externe
- Simon Kassianides: Yusuf
- Stana Katic: Corinne Veneau
- Rossana Uribe: soția președintelui bolivian
- Oona Castilla Chaplin: recepționista de la hotel